# Tall Szamran
Tall Szamran (arab. تل شمران) – wieś w Syrii, w muhafazie Al-Hasaka. W 2004 roku liczyła 811 mieszkańców.